# سنجدك (كوهسرخ)
سنجدك هي قرية في مقاطعة كوهسرخ، إيران. يقدر عدد سكانها بـ 209 نسمة بحسب إحصاء 2016.